# Cees van Veenendaal
Cees van Veenendaal (Utrecht, 19 februari 1953) is een Nederlands voormalig profvoetballer die doorgaans als middenvelder speelde. Hij speelde onder meer voor FC Amsterdam en De Graafschap.

## Loopbaan
Van Veenendaal speelde als aanvaller voor het Utrechtse HMS in de Tweede klasse toen hij in 1974 door FC Amsterdam werd aangetrokken. Daar speelde hij als middenvelder eerst twee seizoenen op amateurbasis omdat hij tevergeefs hoopte zich met het Nederlands amateurvoetbalelftal te kunnen plaatsen voor de Olympische Zomerspelen 1976 in Montréal. Daarnaast was Van Veenendaal afgestudeerd aan Nyenrode en werkzaam bij computerbedrijf Burroughs. In 1976 tekende hij een profcontract. Van Veenendaal speelde voor FC Amsterdam 66 wedstrijden in de Eredivisie waarin hij 5 doelpunten maakte. In 1978 degradeerde hij met de club en ging vervolgens op huurbasis naar het eveneens in de Eerste divisie spelende De Graafschap waar zijn oude trainer van FC Amsterdam Pim van de Meent was aangesteld. In 1979 lichtte De Graafschap de optie om Van Veenendaal nog een seizoen vast te leggen. Hij sloot zijn loopbaan af bij SV Leones uit Beneden-Leeuwen.